# Toggolino plus
Toggolino plus ist das tägliche Programm von Toggo plus (Super RTL), welches morgens ausgestrahlt wird. Es richtet sich an Kinder im Vorschulalter (3 bis 6 Jahre). Das Programm besteht aus neuen und alten Serien.
Toggolino plus ist ein Timeshift-Ableger des Programmfensters Toggolino des Kindersenders Super RTL. Offizieller Sendestart war am 4. Juni 2016, jedoch wurde auf der Satellitenfrequenz ohne Hinweis auf einen Testbetrieb bereits am 1. Juni 2016 der volle Sendebetrieb aufgenommen. Lediglich im EPG war der Hinweis darauf zu finden, dass das Programm offiziell erst am 4. Juni 2016 startet.
Toggolino plus zeigt das Programm von Super RTL um eine Stunde zeitversetzt.

## Empfang
- Satellit: digital via Astra 1L, 19,2° Ost, Frequenz 12,188 GHz horizontal, Symbolrate 27500
- Kabel: Bei Unitymedia (Programmplatz 483), Vodafone Kabel Deutschland
- IPTV: Telekom Entertain
- TV-Streaming: Zattoo, TV.de, Waipu.tv (jeweils in kostenpflichtigen Paketen)

## Sendungen
- PAW Patrol – Helfer auf vier Pfoten
- Bob der Baumeister
- Caillou
- Leo Lausemaus
- Milli + Maunz
- Die Oktonauten
- Noddy, der kleine Detektiv
- Timmy das Schäfchen
- Lenny der Laster
- Der kleine Tiger Daniel
- Kati & Mim-Mim
- Mike der Ritter
- Peter Hase
- Gustavs Welt
- Benjamin Blümchen
- Zeo
- Wolfi
- Chuggington – Die Loks sind los!
- Der Phantastische Paul
- Thomas und seine Freunde
- Olivia